# Giovanni Mpetshi Perricard
Giovanni Mpetshi Perricard (* 8. Juli 2003 in Lyon) ist ein französischer Tennisspieler.

## Persönliches
Giovannis Schwester Daphnee spielt ebenfalls Tennis auf der Tour der Juniorinnen.

## Karriere
Mpetshi Perricard war bis Ende 2021 auf der ITF Junior Tour spielberechtigt. Sein bestes Einzel-Ergebnis bei Grand-Slam-Turnieren erzielte er bei den French Open 2021, als er im Halbfinale gegen seine Landsmann Arthur Fils verlor. Im Doppel war er erfolgreicher; 2020 konnte er ins Halbfinale der French Open einziehen, ein Jahr später gewann er an der Seite von Fils die Doppelkonkurrenz. Er stieg nach dem Turnier auf Platz 4 des Junioren-Rankings und wechselte zu den Profis.
Bei den Profis sammelte Mpetshi Perricard 2018 erste Erfahrung auf der drittklassigen ITF Future Tour, aber erst 2019 konnte er durch erste Siege erstmals Punkte für die Weltrangliste verdienen. Bei den French Open 2020 erhielt der Franzose eine Wildcard für die Qualifikation, wo er gegen den Japaner Gō Soeda verlor, aber einen Satz mit 6:0 gewann. Erst mit Beendigung seiner Junioren-Karriere wurde er erfolgreicher. In der Qualifikation der French Open 2021 verlor er erneut zum Auftakt, auf der Future-Ebene konnte er dafür das erste Mal ins Halbfinale einziehen und im September 2021 zudem den ersten Titel gewinnen (erneut gegen Arthur Fils) – auch im Doppel gewann er die ersten zwei Turniere. Auf der höher dotierten ATP Challenger Tour gewann er in Roanne gegen Steven Diez das erste Mal ein Match. Ende 2021 stand er erstmals in den Top 600 der Weltrangliste.
2022 verlor er die beiden Finals bei Futures im Einzel, während er im Doppel den dritten Titel gewann. Relevanter war für ihn der erste Einzug ins Halbfinale eines Challengers in Liberec. Dadurch und durch das Viertelfinale in Lima – beide Male unterlag er dem Setzlistenersten – machte er einen Sprung in der Rangliste und konnte das Jahr auf Rang 374 beenden.

## Erfolge
| Legende (Anzahl der Siege) |
| Grand Slam                 |
| ATP Finals                 |
| ATP Tour Masters 1000      |
| ATP Tour 500 (1)           |
| ATP Tour 250 (1)           |
| ATP Challenger Tour (5)    |

| ATP-Titel nach Belag |
| Hartplatz (1)        |
| Sand (1)             |
| Rasen (0)            |
| Teppich (0)          |

### Einzel

#### Turniersiege

##### ATP Tour
| Nr. | Datum            | Turnier | Belag         | Finalgegner             | Ergebnis       |
| --- | ---------------- | ------- | ------------- | ----------------------- | -------------- |
| 1.  | 25. Mai 2024     | Lyon    | Sand          | Tomás Martín Etcheverry | 6:4, 1:6, 7:67 |
| 2.  | 27. Oktober 2024 | Basel   | Hartplatz (i) | Ben Shelton             | 6:4, 7:64      |

##### ATP Challenger Tour
| Nr. | Datum            | Turnier    | Belag         | Finalgegner            | Ergebnis         |
| --- | ---------------- | ---------- | ------------- | ---------------------- | ---------------- |
| 1.  | 16. April 2023   | León       | Hartplatz     | Juan Pablo Ficovich    | 6:75, 7:66, 7:63 |
| 2.  | 11. Februar 2024 | Nottingham | Hartplatz (i) | Matteo Martineau       | 7:62, 6:4        |
| 3.  | 14. April 2024   | Morelos    | Hartplatz     | Nicolás Mejía          | 7:5, 7:5         |
| 4.  | 20. April 2024   | Acapulco   | Hartplatz     | Adam Walton            | 6:3, 6:3         |
| 5.  | 18. Mai 2025     | Bordeaux   | Sand          | Nikolos Bassilaschwili | 6:3, 6:75, 7:5   |